# Jastrzębska Wola
Jastrzębska Wola – wieś sołecka w Polsce położona w województwie świętokrzyskim, w powiecie opatowskim, w gminie Iwaniska.
W latach 1975–1998 miejscowość administracyjnie należała do województwa tarnobrzeskiego.

## Części wsi
| SIMC    | Nazwa                    | Rodzaj     |
| ------- | ------------------------ | ---------- |
| 0793727 | Jastrzębska Wola-Kolonia | część wsi  |
| 0793733 | Michałów                 | część wsi  |
| 0793756 | Odcinki                  | osada      |
| 0793740 | Pipała                   | część wsi  |
| 0793762 | Podlesie                 | przysiółek |

## Historia
Jastrzębska Wola, wieś i folwark w powiecie opatowskim, gminie Malkowice, parafii Iwaniska. W dobrach młyn wodny i tartak. 

W 1827 r. było 12 domów i 109 mieszkańców, 1882 – 38 domów i 150 mieszkańców. 

Folwark  Jastrzębska Wola (z wsią Jastrzębska Wola i Pipała),oddalony od Radomia wiorst 77, od Iwanisk wiorst 7. Rozległość gruntów wynosi mórg 932 w tym: grunta orne i ogrody mórg 263, łąk mórg 52, lasu mórg 590, wody mórg 11, nieużytki i place mórg 16. Budynków murowanych było 3, drewnianych 16. Wieś Jastrzębska Wola osad 28, z gruntem mórg 173; wieś Pipała (obecnie część miejscowości) osad 2, z gruntem mórg 21.